# Makaire noir
Istiompax indica
Genre
Espèce
Statut de conservation UICN

 DD  : Données insuffisantes
Le makaire noir ou marlin noir (Istiompax indica ou Makaira indicus) est une espèce de poissons qui vit dans les zones tropicales et subtropicales des océans Indien et Pacifique. Il est la seule espèce de son genre Istiompax (monotypique).

## Description
Sa taille maximum est de 465 cm et son poids maximum est de 750 kg.
De couleur très sombre sur le dos, bec de section circulaire, assez court, épais et cornu ; corps doté d’un dos bossu et puissant avec la première nageoire courte. Les nageoires pectorales rigides ne se replient pas le long du corps ; celles du ventre sont minces et raides.[style à revoir]

## Vitesse
La vitesse du marlin noir (Istiompax indica) a souvent été exagérée dans de nombreuses publications, certaines sources lui attribuant des vitesses allant jusqu'à 80 km/h ou plus, pourtant il ne dépasse pas la vitesse de 60 km par heure et il atteint même très rarement cette vitesse. Cependant, ces estimations sont largement surestimées. Des études plus récentes sur les grands poissons, comme les marlins, montrent que sa vitesse maximale est en réalité plus modeste.Les données actuelles suggèrent que le marlin noir peut atteindre des vitesses de 40 km/h à 60 km/h sur de courtes distances, ce qui le rend plus rapide que l'espadon (Xiphias gladius), mais bien en deçà des vitesses spectaculaires souvent évoquées. Bien qu'il soit l'un des poissons les plus rapides de l'océan, les vitesses théoriques extrêmement élevées sont rarement observées en milieu naturel. Ainsi, la vitesse réelle du marlin noir devrait être comprise dans une fourchette plus réaliste de 40 km/h à 60 km/h, ce qui reste impressionnant pour un prédateur marin, sans toutefois atteindre les records théoriques couramment mentionnés.

## Alimentation
Il se nourrit de poissons (petits thons) et de céphalopodes, calmars et crustacés.

## Comportement
Il peut charger ou rester impassible face à un appât.
Mesurant jusqu'à 4,6 m pour un poids pouvant atteindre une tonne. Il est considéré comme l’un des poissons les plus rapides.
Il se déplace en solitaire dans les eaux libres mais se rencontre en formation plus concentrée aux abords des terres du Pacifique et près des côtes d’Amérique centrale, du Pérou, du Chili, et de Madagascar.